# Cẩm Khê (huyện)
Cẩm Khê là một huyện cũ trung du nằm ở trung tâm tỉnh Phú Thọ, Việt Nam.

## Địa lý
Huyện Cẩm Khê nằm ở phía tây bắc của tỉnh Phú Thọ, nằm cách thành phố Việt Trì khoảng 40 km về phía tây bắc, cách trung tâm thủ đô Hà Nội khoảng 80 km, có vị trí địa lý:
- Phía đông giáp huyện Thanh Ba và huyện Tam Nông
- Phía tây và phía nam giáp huyện Yên Lập
- Phía bắc giáp huyện Hạ Hòa.

Dân số năm 2019 là 139.424 người. 27% dân số theo đạo Thiên Chúa. Xét theo đơn vị cấp huyện thì Cẩm Khê có dân số đứng thứ 2 trong tỉnh ( sau thành phố Việt Trì).

## Hành chính
Huyện Cẩm Khê có 16 đơn vị hành chính cấp xã trực thuộc, bao gồm thị trấn Cẩm Khê (huyện lỵ) và 15 xã: Điêu Lương, Đồng Lương, Hùng Việt, Hương Lung, Minh Tân, Minh Thắng, Nhật Tiến, Phong Thịnh, Phú Khê, Phượng Vĩ, Tam Sơn, Tiên Lương, Tùng Khê, Văn Bán, Yên Dưỡng.

## Lịch sử
Xa xưa là huyện Ma Khê. Ma Khê là tên ông tổ bộ tộc người Tày, họ Ma. Thời đó, bộ tộc này định cư dọc bờ hữu ngạn Nậm Tao (sau gọi là sông Thao - một đoạn sông Hồng). Trong tiếng Tày-Thái, Nậm có nghĩa là sông, ví dụ một số con sống vùng Tây Bắc: sông Nậm Rốm, sông Nậm Nưa,... Nậm Tao tiếng Tày có nghĩa là sông Tao. Khi chuyển tự âm chữ Hán-Việt, Tao chuyển thành Thao. Ma Khê được vua Hùng phong làm Lương tướng. Sắc phong "Phụ chính đại thần, đại tướng quân Ma Khê". Chính vì vậy mà vùng đất này mang tên của ông (về sau ông chuyển cả bộ tộc của mình sang tả ngạn sông Thao thuộc thị xã Phú Thọ và huyện Lâm Thao ngày nay).
Thời loạn 12 sứ quân, địa bàn huyện Cẩm Khê có thành Hồi Hồ là nơi chiếm đóng của sứ quân Kiều Thuận. Hiện còn vết tích, di chỉ thành lũy ở làng Văn Khúc, gần khu vực núi Đọi Đèn trong xã Nhật Tiến. Kiều Thuận đã gây dựng và cai quản trong hơn 20 năm tới khi nổi dậy xưng quân vương và bị lực lượng Hoa Lư của Đinh Bộ Lĩnh thu phục vào năm 968 và lập ra nhà nước Đại Cồ Việt.
Đến thời nhà Lê sơ huyện Ma Khê được đổi tên là huyện Hoa Khê ( 華 溪), thuộc phủ Lâm Thao, trấn Sơn Tây.
Năm 1831, nhà Nguyễn đổi tên trấn Sơn Tây thành tỉnh Sơn Tây.
Năm 1841, vì kỵ huý, trùng âm tên của một con dâu của vua Gia Long là Hồ Thị Hoa nhà Nguyễn đổi tên huyện Hoa Khê ( 華 溪 thành huyện Cẩm Khê (錦 溪) (vẫn thuộc phủ Lâm Thao, tỉnh Sơn Tây). Tên Cẩm Khê được dùng từ đó cho đến ngày nay. Hoa và Cẩm đều có chung một trường nghĩa là những thứ đẹp. Khê là dòng suối, Cẩm Khê có nghĩa là suối gấm.
Ngày 8 tháng 9 năm 1891, Toàn quyền Đông Dương ra Nghị định tách phủ Lâm Thao (chỉ gồm 3 huyện Thanh Ba, Sơn Vi và Phù Ninh) của tỉnh Sơn Tây để thành lập tỉnh Hưng Hoá mới, Wulfingh làm phó công sứ đầu tiên. Ngày 9 tháng 9 năm 1891, Toàn quyền Đông Dương ra Nghị định tách huyện Cẩm Khê khỏi phủ Lâm Thao, tỉnh Sơn Tây để nhập vào Tiểu quân khu Yên Bái, thuộc Đạo Quan binh 3.
Ngày 9 tháng 12 năm 1892, Toàn quyền Đông Dương ra Nghị định chuyển huyện Cẩm Khê nằm trong địa bàn tiểu quân khu Yên Bái về tỉnh Hưng Hoá mới.
Tháng 11/1896, Pháp đặt Cẩm Khê thành một đại lý hành chính, do Vouillon (phó công sứ tỉnh Hưng Hóa) kiêm nhiệm làm đại lý đầu tiên
Năm 1903, tỉnh lỵ tỉnh Hưng Hoá chuyển lên làng Phú Thọ và tỉnh đổi tên thành tỉnh Phú Thọ, do đó huyện Cẩm Khê thuộc tỉnh Phú Thọ.
Sau năm 1975, huyện Cẩm Khê thuộc tỉnh Vĩnh Phú, bao gồm 31 xã: Cấp Dẫn, Cát Trù, Chương Xá, Điêu Lương, Đồng Cam, Đồng Lương, Đông Phú, Hiền Đa, Hương Lung, Ngô Xá, Phú Khê, Phú Lạc, Phùng Xá, Phượng Vĩ, Phương Xá, Sai Nga, Sơn Nga, Sơn Tình, Tạ Xá, Tam Sơn, Thanh Nga, Thụy Liễu, Tiên Lương, Tình Cương, Tùng Khê, Tuy Lộc, Văn Bán, Văn Khúc, Xương Thịnh, Yên Dưỡng và Yên Tập.
Theo Quyết định số 178-CP ngày 5 tháng 7 năm 1977 của Hội đồng Chính phủ nước Cộng hòa Xã hội Chủ nghĩa Việt Nam, huyện Cẩm Khê sáp nhập với huyện Yên Lập và 10 xã của huyện Hạ Hoà ở phần hữu ngạn sông Thao thành huyện Sông Thao.
Ngày 22 tháng 12 năm 1980, huyện Sông Thao được tách thành 2 huyện Yên Lập và Sông Thao.
Ngày 7 tháng 10 năm 1995, Chính phủ cắt chuyển 10 xã của huyện Sông Thao (10 xã cũ của huyện Hạ Hoà) về huyện Hạ Hoà vừa được tái lập từ huyện Thanh Hòa trong cùng nghị định.
Như vậy, huyện Sông Thao lúc này có địa giới trùng với huyện Cẩm Khê cũ.
Ngày 23 tháng 11 năm 1995, thành lập thị trấn Sông Thao (thị trấn huyện lỵ huyện Sông Thao) trên cơ sở giải thể xã Đông Phú và điều chỉnh một phần diện tích, dân số của xã Phú Khê.
Ngày 6 tháng 11 năm 1996, tỉnh Phú Thọ được tái lập từ tỉnh Vĩnh Phú, huyện Cẩm Khê thuộc tỉnh Phú Thọ.
Ngày 8 tháng 4 năm 2002, huyện Sông Thao được đổi lại tên cũ là huyện Cẩm Khê.
Ngày 17 tháng 12 năm 2019, Ủy ban Thường vụ Quốc hội ban hành Nghị quyết 828/NQ-UBTVQH14 về việc sắp xếp các đơn vị hành chính cấp xã thuộc tỉnh Phú Thọ giai đoạn 2019–2021 (nghị quyết có hiệu lực từ ngày 1 tháng 1 năm 2020). Theo đó:
- Sáp nhập 3 xã Đồng Cam, Phương Xá và Phùng Xá thành xã Minh Tân
- Sáp nhập 3 xã Thanh Nga, Sơn Nga, Sai Nga và thị trấn Sông Thao thành thị trấn Cẩm Khê
- Sáp nhập 3 xã Hiền Đa, Cát Trù và Tình Cương thành xã Hùng Việt.

Ngày 14 tháng 11 năm 2024, Ủy ban Thường vụ Quốc hội ban hành Nghị quyết số 1282/NQ-UBTVQH15 về việc sắp xếp các đơn vị hành chính cấp xã thuộc tỉnh Phú Thọ giai đoạn 2023–2025 (nghị quyết có hiệu lực từ ngày 1 tháng 1 năm 2025). Theo đó:
- Sáp nhập 3 xã Tuy Lộc, Ngô Xá và Thụy Liễu thành xã Minh Thắng
- Sáp nhập 3 xã Cấp Dẫn, Xương Thịnh và Sơn Tình thành xã Phong Thịnh
- Sáp nhập 3 xã Phú Lạc, Chương Xá và Văn Khúc thành xã Nhật Tiến
- Sáp nhập 2 xã Tạ Xá và Yên Tập vào xã Phú Khê.

Huyện Cẩm Khê có 1 thị trấn và 15 xã như hiện nay.
Ngày 12 tháng 6 năm 2025, Quốc hội ban hành Nghị quyết số 1676/NQ-UBTVQH15 về việc sắp xếp đơn vị hành chính cấp xã của tỉnh Phú Thọ mới (nghị quyết có hiệu lực từ ngày 12 tháng 6 năm 2025). Theo đó, huyện Cẩm Khê giải thể và tách thành 6 xã mới:
- Sáp nhập thị trấn Cẩm Khê, xã Minh Tân và Phong Thịnh thành xã Cẩm Khê.
- Sáp nhập 3 xã Tùng Khê, Tam Sơn, Văn Bán thành xã Vân Bán.
- Sáp nhập 3 xã Tiên Lương, Minh Thắng, Phượng Vĩ thành xã Tiên Lương.
- Sáp nhập 3 xã Phú Khê, Hương Lung thành xã Phú Khê.
- Sáp nhập 3 xã Hùng Việt, Nhật Tiến thành xã Hùng Việt.
- Sáp nhập 3 xã Điêu Lương, Yên Dưỡng, Đồng Lương thành xã Đồng Lương.

## Kinh tế
Cẩm Khê là địa phương nằm dọc theo bờ hữu ngạn sông Thao (sông Hồng), trải dài trên 30 km, bề ngang hơn 10 km. Đây là vùng bán sơn, địa; vừa có đồi, gò và vừa có đồng bằng. Phía Tây huyện có dãy núi thấp thuộc nhánh của dãy Hoàng Liên Sơn, gần như song song với sông Hồng, độ cao trên 300m, có đỉnh tới trên 500m, là ranh giới tự nhiên giữa 2 huyện Cẩm Khê và Yên Lập. Sườn Đông Bắc của dãy núi này thuộc huyện Cẩm Khê. Núi Cẩm Khê nhiều gỗ, giang, nứa,...
Đồi, gò Cẩm Khê có đỉnh bằng, tròn, sườn thoải, độ cao tuyệt đối dưới 40m, độ cao tương đối dưới 20m, cá biệt có đỉnh cao tới trên 100m (Gò Chò cao 118m). Trên đồi trồng nhiều cọ. Ở đây cọ mọc thành rừng. Cẩm Khê từng là xứ sở của cây cọ ở Việt Nam. Trước đây, lá cọ là nguồn thu nhập đáng kể. Ngày nay, rừng cọ vẫn còn, nhưng trong rừng cọ, Nhà nước đã đầu tư để nhân dân trồng xen các loại cây lấy gỗ lâu năm như: bạch đàn, keo tai tượng,... Một hệ sinh thái mới đang hình thành với nhiều triển vọng. Nông lâm sản chính như: lúa, ngô, sắn, chè, cọ,...

### Tiểu thủ công nghiệp
Tiểu thủ công nghiệp, phải kể đến nghề làm nón thị trấn Cẩm Khê với những sản phẩm nón trắng bền, đẹp, rẻ. Ngoài ra, Cẩm Khê còn nổi tiếng bởi các nghề như: ươm tơ, thêu ren, mây, giang đan, nghề trồng nấm, làm mộc nhĩ,... góp phần làm tăng thu nhập và thu hút lực lượng lao động nhàn rỗi trong huyện. Ở Cẩm Khê hiện nay đang phát triển nghề làm gạch, trong huyện hiện nay có nhiều nhà máy gạch tuynel sản phẩm chất lượng cao.

### Công nghiệp
- Cụm công nghiệp thị trấn Cẩm Khê: với diện tích 100ha nằm phía đông của thị trấn Cẩm Khê, gần quốc lộ 32C, đã được đầu tư hệ thống điện, nước, cây xăng. mặt đường được thảm nhựa thuận tiện cho sản xuất. Hiện tai đã có doanh nghiệp đầu tư kinh doanh: CTY TNHH YI DA Việt Nam, Quyết Thắng,...
- Khu Công Nghiêp Cẩm Khê: có tổng diện tích quy hoạch 450ha, cách trung tâm huyện Cẩm Khê 3 km, nằm trên địa bàn thị trấn Cẩm Khê và xã Xương Thịnh, huyện Cẩm Khê, tỉnh Phú Thọ; Có tuyến đường giao thông kết nối khu công nghiệp với đường cao tốc Nội Bài – Lào Cai tại nút giao IC10, quốc Lộ 32C, 70B. Hiện tại đã có 17 doanh nghiệp đầu tư, kinh doanh.

## Giao thông

### Đường bộ
Với tuyến đường Cao tốc Nội Bài - Lào Cai (đường cao tốc dài nhất Việt Nam) và Quốc lộ 32C chạy dọc theo suốt chiều dài của huyện, Quốc lộ 70B chạy qua địa bàn huyện. Ngoài ra các tuyến Đường tỉnh, huyện lộ trong huyện đã được thảm nhựa kết nối dễ dàng với các địa phương trong vùng. Đường liên thôn, liên xã đang ngày càng được bê tông hóa.

### Đường sắt
Gần ga đường sắt Phú Thọ (thị xã Phú Thọ); ga đường sắt Chí Chủ và ga đường sắt Vụ Ẻn (huyện Thanh Ba).

### Đường thủy
- Quãng đường vận chuyển ra sông Hồng ngắn, có lợi thế về vận chuyển đường thủy
- Có bến phà Tình Cương (tỉnh lộ 313) bến đò Chí Chủ.

### Đường hàng không
Cách sân bay quốc tế Nội Bài 80 km.

## Làng nghề
Là một huyện dân cư đông đúc của tỉnh Phú Thọ lại có nhiều loại địa hình từ vùng núi, đồi gò thấp đến vùng thung lũng bằng phẳng ven sông Hồng nên huyện có rất nhiều làng nghề và đa dạng về nhóm nghề theo đặc thù của từng địa phương trong huyện. Các làng nghề ở huyện:
- Làng nghề mộc Dư Ba (Minh Thắng)
- Làng nghề làm nón khu Sai Nga (thị trấn Cẩm Khê)
- Làng nghề cá chép đỏ Thủy Trầm (Minh Thắng)
- Nghề đan lát ở Tùng Khê
- Một số có nghề làm nón khu Sơn Nga (thị trấn Cẩm Khê)
- Nghề làm đồ thờ cúng Hiền Đa (Hùng Việt)
- Làng nghề rau Văn Phú (thị trấn Cẩm Khê)
- Nghề nuôi tằm và trứng tằm giống lá sắn Thống Nhất (Đồng Lương)
- Làng nghề đan lát ở Minh Thắng
- Nghề làm bún bánh Thạch Đê (Hùng Việt)
- Làng nghề chè Đá Hen (Đồng Lương)
- Làng sơ chế gỗ, chè Tiền Phong (Hương Lung).

## Danh nhân
- Nhà thơ Bút Tre : Bút Tre tên thật là Đặng Văn Đăng, còn gọi là Đặng Văn Quang, quê xã Đồng Lương. Ông sinh năm 1911, mất năm 1987. Ông lấy bút danh là Bút Tre. Ông đỗ tú tài triết học dưới thời Pháp thuộc, viết báo dưới thời đó với bút danh Lục Y Lang.[1] Ông từng làm công tác ngoại giao với chức danh bí thư thứ hai sứ quán Việt Nam tại Rumani. Sau đó ông về làm Trưởng ty (bây giờ gọi là Giám đốc sở) Văn hoá Phú Thọ
- Nhà văn Ngô Ngọc Bội quê xã Phú Khê, sinh ngày 07 tháng 1 năm 1929, quê xã Phú Khê. Ông tham gia Cách mạng từ năm 1945, từng trải qua nhiều công tác quan trọng trong cuộc kháng chiến chống Pháp và chống Mỹ. Trước khi nghỉ hưu, ông là Trưởng ban Biên tập của báo Văn nghệ, đã được vinh dự nhận Giải thưởng Nhà nước về Văn học Nghệ thuật và huy hiệu 70 năm tuổi Đảng.  Ngô Ngọc Bội được xem là một nhà văn chuyên biệt của đồng quê. Ông là tác giả của nhiều tập truyện ngắn, tiểu thuyết ghi dấu một thời như: Chị Cả Phây (tập truyện, 1963), Đất bỏng (ký sự, 1968), Ao làng (tiểu thuyết, 1975), Nợ đồi (tập truyện, 1984), Lá non (tiểu thuyết, 1990), Ác mộng (tiểu thuyết, 1990), Mênh mang cổng trời (tiểu thuyết, 1992), Gió đưa cành trúc (tiểu thuyết, 1994), Những mảnh vụn (tập truyện, 1996), Tơ vương (tiểu thuyết, 2000), Đường trường (tiểu thuyết, 2001), Đường trường khuất khúc (2003) Ẩm ương đi lấy chồng (tập truyện, 2005), cùng gần 70 bút ký, phóng sự phần lớn in trên báo Văn nghệ chưa tập hợp lại thành sách
- Tiến sỹ Nguyễn Đức Hưởng, từng làm vị trí cao cấp trong ban quản trị ngân hàng Bưu Điện Liên Việt (LienVietPostBank), ông là nhân tố chính trong việc kêu gọi và tài trợ xây dựng cụm trường học, nhà điều hành của xã Tình Cương trước đây.
- Thượng tướng Nguyễn Khắc Nghiên (1951-2010), quê xã Nhật Tiến. Cố Tổng Tham mưu trưởng Quân đội Nhân Dân Việt Nam, Cố Thứ trưởng thường trực Bộ Quốc phòng. Hiện nay có một ngôi trường tiểu học mang tên ông ở xã Nhật Tiến.
- Tướng quân Kiều Thuận thời 12 sứ quân.